# 索倫特大學
南安普敦索伦特大学（英語：Southampton Solent University）是一所位於英國漢普郡南安普頓的公立大學。該名稱曾在2005至2018年間使用。2017年11月英国枢密院批准其改稱索倫特大學（英語：Solent University），次年生效。直到2024年又改回2005年時的名稱，即現稱。

## 歷史
大學歷史可追溯到1850年代中期在南安普頓成立的私立藝術學院南安普頓藝術學院（Southampton College of Art），.後來與南安普頓科技學院（Southampton College of Technology）以及瓦薩希的航海學學院（College of Nautical Studies）合併，1984年形成南安普頓高等教育學院（Southampton Institute of Higher Education）。
2005年7月12日獲得大學資格，同年8月15日改現名。在2005年之前，南安普頓高等教育學院的學生的學位由諾丁漢特倫特大學頒發。

## 學術
該大學的航海學專業排名據全國前列。
雖然已經獲得大學資格，該大學的研究型學位仍然由諾丁漢特倫特大學頒發。

## 外部連結
- 官方网站
- Warsash Maritime Academy Official Website （页面存档备份，存于）
- Solent Students' Union （页面存档备份，存于）